# Чушка (коса)
Чу́шка (рос. Чушка) — півострівна коса на крайньому північному заході Таманського півострова у північній частині Керченської протоки. Адміністративно коса входить до складу Темрюцького району Краснодарського краю. Майже по всій довжині коси проходять автомобільна траса А290 та залізниця.
На косі розташоване однойменне селище, в якому проживає всього 109 осіб. Майже всі вони працюють в портовому господарстві. Проживання на косі ускладнене відсутністю прісної води.

## Походження назви
За однією версією у давнину на берег коси викидались дельфіни. Люди називали їх морськими свинями, а частіше — чушками. Саме від народної назви цих ссавців і отримала коса свою назву. За іншою версією косу назвали так через її схожість зі свинячим вухом.

## Положення

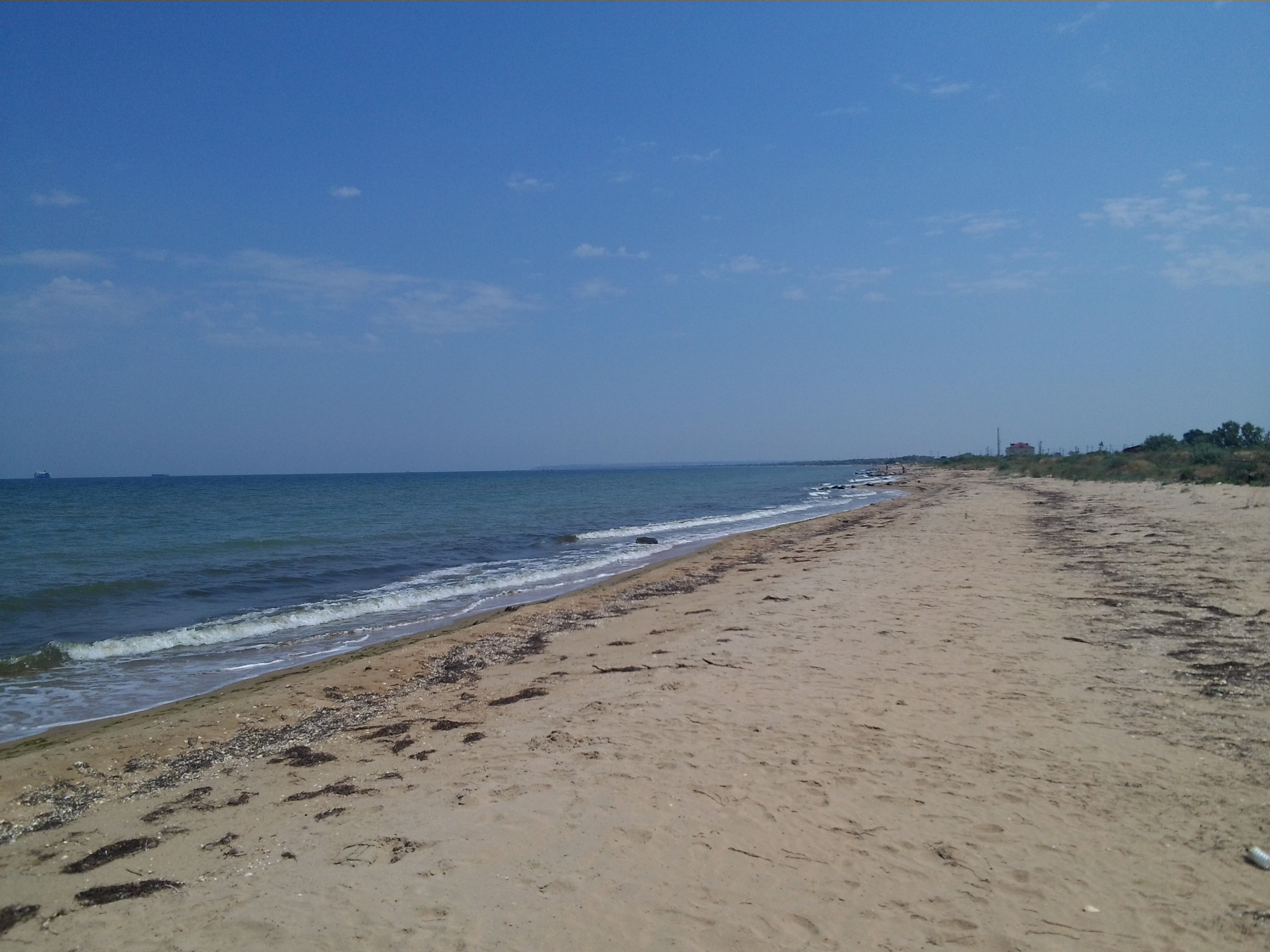
Піщаний берег коси

Коса починається на південь від мису Ахіллеон і простягається на південний захід у бік Чорного моря на 16,5 км. Ширина коси при цьому становить всього від 150 м в основі на півночі до 300–400 м на півдні. Західний берег коси прямий, місцями укріплений камінням. Східний на півночі рівний, а починаючи від центральної частини й до краю на півдні — сильно розчленований дрібнішими косами та мілинами. Місцями ці мілини піднімаються з-під води, утворюючи дрібні острови чи грязьові вулкани (наприклад, Блевака). Коса складена дрібним кварцовим піском із домішками черепашок.
Біля південного сходу розташовано багато низинних островів, найбільшими з яких є Безіменний, Голенький, Дзендзик, Крупініна та Лисій (Лисячий). На краю коси збудовано декілька маяків (оскільки коса низинна і з моря не проглядається), які допомагають безпечному проходженню суден, — Передній Чушкинський, Задній Чушкинський тощо.

## Історичні події

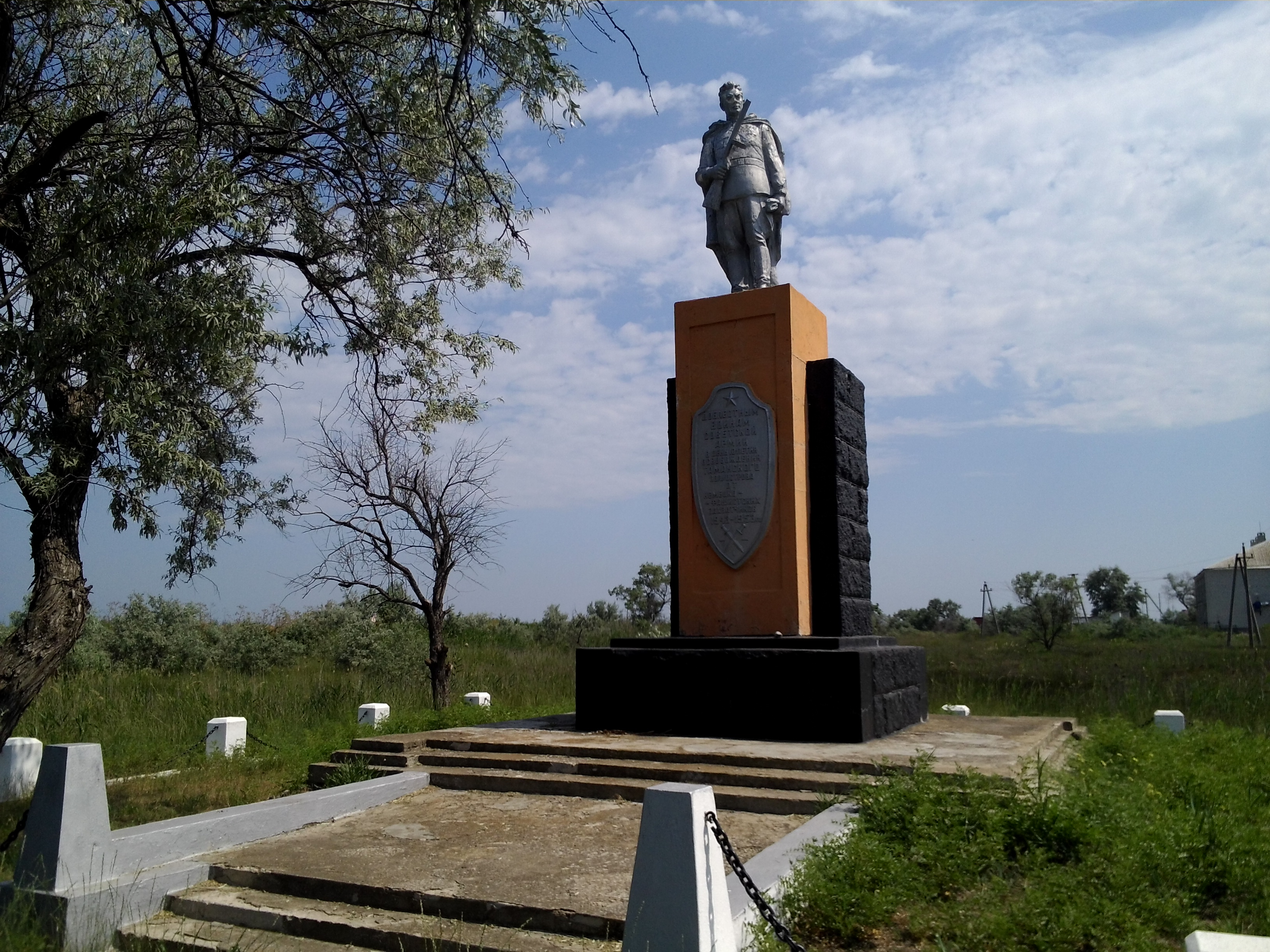
Пам'ятник на честь 10-річчя визволення Північного Кавказу

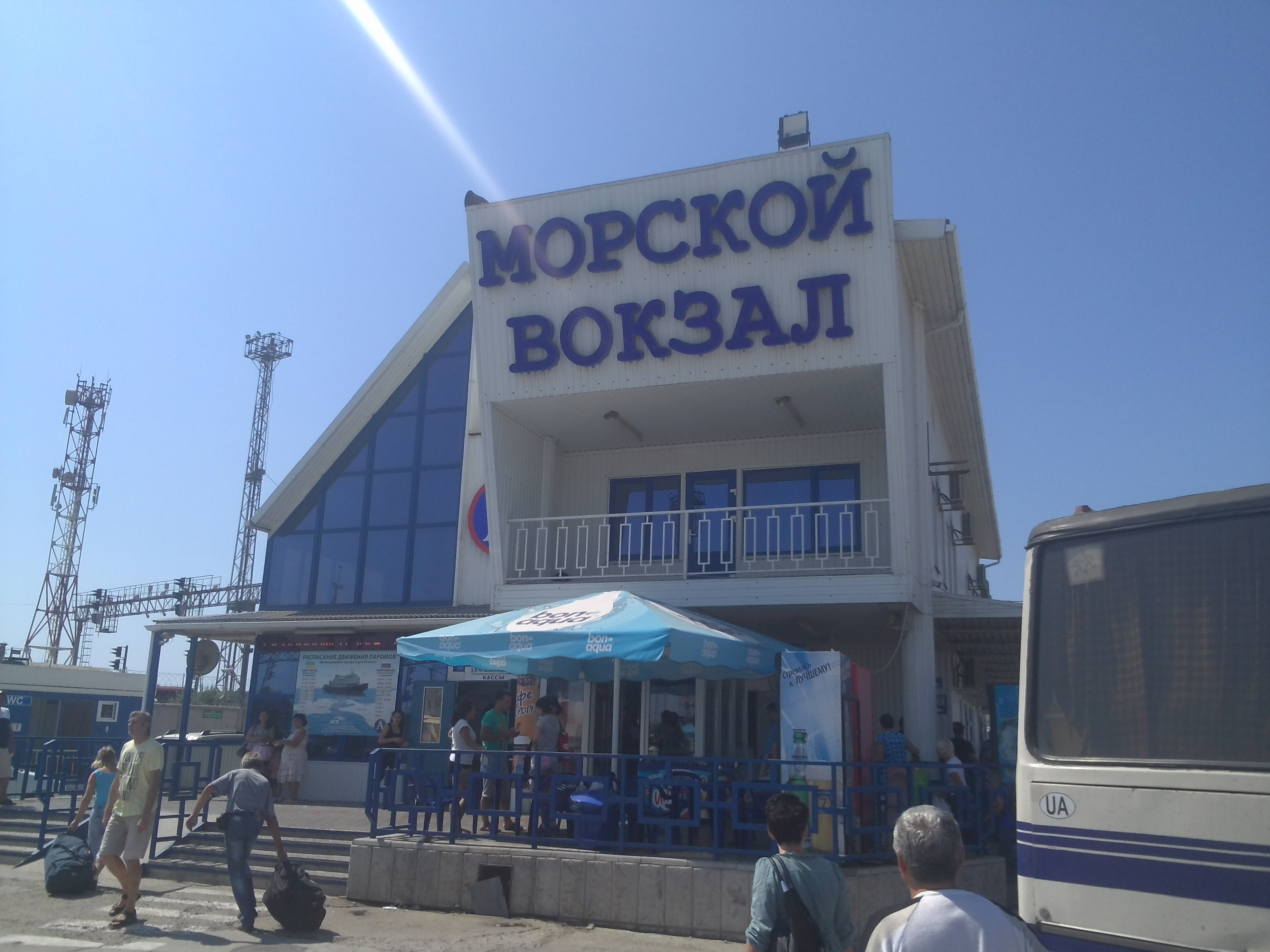
В порту «Кавказ»

9 жовтня 1943 року на косі переможно завершена битва за Кавказ в період Другої світової війни — десант на косу Тузла. В околицях селища Ілліч, в основі коси, встановлено пам'ятник на честь воїнів-визволителів всього Таманського півострова, Кубані та Північного Кавказу. 1944 року коса була сполучена з м. Керч мостом, однак взимку того ж року він був зруйнований скресаючим льодом.
З 1955 року між косою Чушка (порт Кавказ) та Керченським півостровом (порт Крим в межах міста Керч) організована автомобільна та залізнична поромна переправа. Існують також проєкти будівництва автомобільно-залізничного мосту через Керченську протоку. У листопаді 2007 року в результаті шторму в районі порту затонули танкер з мазутом та суховантаж із сіркою, район був оголошений регіоном екологічної катастрофи. Окрім того, діяльність порту Кавказ також здійснює негативний вплив на екологію коси.